# Timareté z Atén
Timareté z Atén (Τιμαρέτη, také Thamyris, Tamyris nebo Tamaris, narozená roku 420 př. n. l., zemřela ve 4. století př. n. l. Atény) byla starořecká malířka klasického období antiky, činná v Aténách a v Efezu.

## Život a dílo
Narodila se v rodině malíře Mikóna z Atén, v jehož dílně se také vyučila. Patřila k nejstarším a nejslavnějším tvůrčím ženám řecké antiky. Zmiňuje se o ní například Plinius Starší v XXXV. kapitole své encyklopedie Naturalis historia, že namalovala obraz Artemis (Diany) v Efezu.
Její věhlas trval i ve středověku. Giovanni Boccaccio ji ve své knize o slavných ženách De Mulieribus Claris zařadil na 56. místo ze 106.